# Aviador Dro

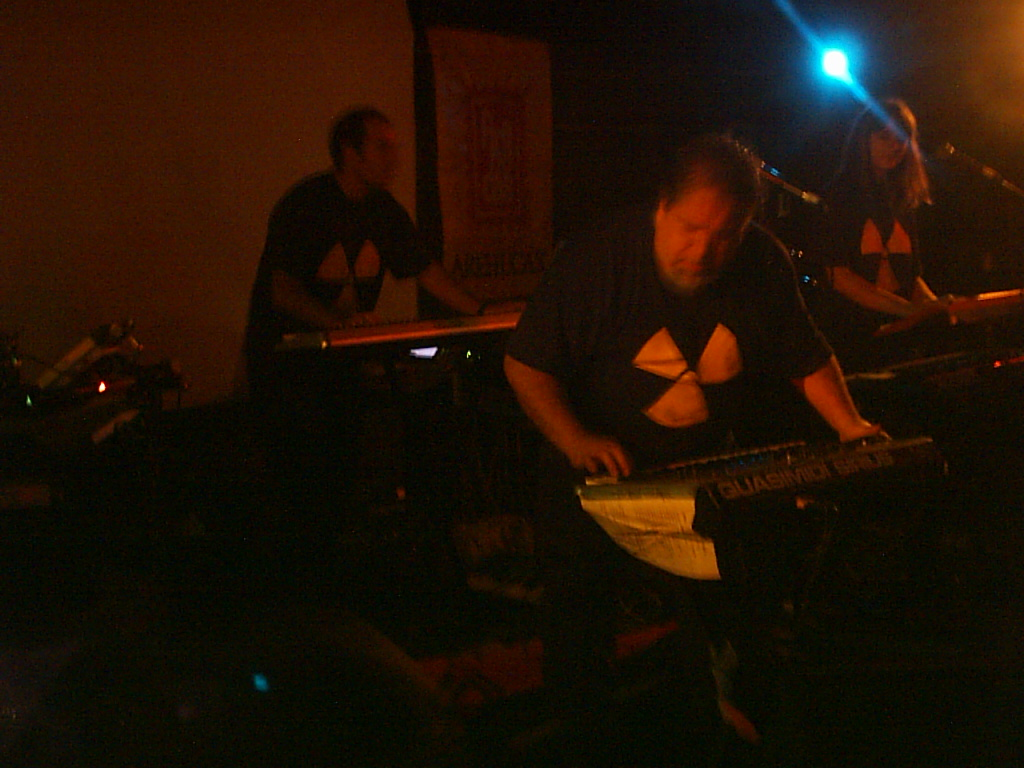
Aviador Dro

Aviador Dro (kurz für: El aviador Dro y sus obreros especializados) ist eine spanische Elektronikband, die 1979 in Madrid gegründet wurde und aus den Mitgliedern Biovac N (Servando Carballar), Arcoiris (Marta Cervera), ATAT (Ismael Contreras) und Nexus (Jerónimo Ugalde) besteht. Die Gruppe legte Anfang der 1980er Jahre den Grundstein für den Elektropop in Spanien. Zu ihren größten Erfolgen gehören Nuclear sí, Selector de frecuencias, La chica de plexiglás und La televisión es nutritiva. 1982 gründeten sie DRO (Discos Radiactivos Organizados), ein spanisches Independent-Label, zum Vertrieb ihrer eigenen Produktionen.

## Stil
Stilistisch bewegen sie sich in der Nähe von Gruppen wie Devo aus den USA, Kraftwerk aus Deutschland und Gary Numan aus Großbritannien. In ihren Texten setzen sie sich kritisch mit dem Thema Nuklearenergie auseinander und behandeln die Mechanisierung des Lebens im Allgemeinen. Ihre Wurzeln sehen sie im Dadaismus, Surrealismus und Futurismus.

## Diskografie
- Alas sobre el mundo (1982) – Flügel über der Welt
- Síntesis (1983) – Synthese
- Tesis (1983) – These
- Cromosomas salvajes (1985) – Wilde Chromosomen
- Ciudadanos del Imperio (1986) – Bürger des Imperiums
- Ingravidez (1988) – Schwerelosigkeit
- Héroes de los 80 (1990) – Helden der 80er
- Trance – La fábrica magnética (1991) – Trance – die magnetische Fabrik
- Cyberiada – Live (1997)
- Materia oscura (1998) – Dunkle Materie
- Ópera científica (1999) – Wissenschaftliche Oper
- Vano temporal (1999) – Zeitliche Leere
- Mecanisburgo (2001)
- Ultimátum a la Tierra (2004) – Ultimatum für die Erde
- Confía en tus máquinas (2004) – Vertrau auf deine Maschinen
- Candidato futurista (2007) – Futuristischer Bewerber
- Yo, Cyborg (2009) – Ich, der Cyborg
- La voz de la ciencia (2012) – Die Stimme der Wissenschaft
- Futuro perfecto (2019)

## Zitate
"Man muss den systematisierten Sinn des Lebens aufnehmen um glücklich sein zu können" (1979)
"Der Mensch wird verschwinden. Mehr noch – es ist notwendig ihn zu vernichten, um in einen mechanischen Zustand überzuwechseln. In diesem Zustand wird es keine individuelle Freiheit mehr geben, nur noch kollektive Freiheit. Es wird auch keine Probleme mehr geben, da jede Mensch-Maschine richtig programmiert wird und wir alle glücklich sein werden." (1979)